# Утакмице фудбалске репрезентације Мађарске 1990.
| Домаћин | Гост |

Фудбалска репрезентација Мађарске је током 1990. године одиграла десет званичних утакмица. Мађарски фудбалски савез отпустио је Берталана Бичкеија после неуспешних квалификација за Светско првенство, а Калман Месељ који је био савезни селектор у периоду између 1980-83. је поново именован за капитена репрезентације. Овом променом поправио се и рекорд репрезентације, екипа је победила у пет мечева и изгубила само три, у мечевима против Француске, Аустрије и Енглеске.
Савезни селектор националног тима у овом периоду је био:
- Калман Месељ

## Утакмице
| Мађарска                   | 2 : 0 (1 : 0) | Сједињене Државе |
| -------------------------- | ------------- | ---------------- |
| Петреш 39’ · Лимпергер 72’ | Извештај      |                  |

| Мађарска         | 1 : 3 (1 : 1) | Француска                     |
| ---------------- | ------------- | ----------------------------- |
| Пинтер 39’ (пен) | Извештај      | 28’ 68’ Кантона · 71’ Ф. Сузи |

| Аустрија                                        | 3 : 0 (2 : 0) | Мађарска |
| ----------------------------------------------- | ------------- | -------- |
| П. Артнер 18’ · А. Огрис 42’ · К. Кеглевитц 81’ | Извештај      |          |

| Мађарска             | 3 : 0 (1 : 0) | УАЕ |
| -------------------- | ------------- | --- |
| К. Ковач 37’ 64’ 83’ | Извештај      |     |

| Мађарска                     | 3 : 1 (2 : 1) | Колумбија     |
| ---------------------------- | ------------- | ------------- |
| Богнар 6’ · К. Ковач 64’ 83’ | Извештај      | 30’ Ф. Ринкон |

| Мађарска                                     | 4 : 1 (3 : 0) | Турска       |
| -------------------------------------------- | ------------- | ------------ |
| К. Ковач 3’ · Козма 5’ · Киприх 8’ 75’ (пен) | Извештај      | 54’ Т. Чолак |

| Енглеска    | 1 : 0 (1 : 0) | Мађарска |
| ----------- | ------------- | -------- |
| Линекер 45’ | Извештај      |          |

| Норвешка | 0 : 0    | Мађарска |
| -------- | -------- | -------- |
|          | Извештај |          |

| Мађарска     | 1 : 1 (1 : 0) | Италија        |
| ------------ | ------------- | -------------- |
| Л. Дистл 16’ | Извештај      | 54’ (пен) Бађо |

| Мађарска                                                     | 4 : 2 (3 : 1) | Кипар                             |
| ------------------------------------------------------------ | ------------- | --------------------------------- |
| Леринц 1’ · П. Христодулу 19’ (аг) · Киприх 21’ (пен) 67пен’ | Извештај      | 14’ П. Ксиорупас · 90’ А. Цолакис |

## Голгетери у 1990.
| - Атила Пинтер - Калман Ковач - Ђерђ Богнар - Иштван Козма - Јожеф Киприх |

## Извори и спољашње везе
- Dénes Tamás-Rochy Zoltán. A 700. után. Rochy és Társa. ISBN 963-04-7169-8.
- Све утакмице репрезентације Мађарске
- Репрезентација Мађарске на фудбалској бази података
- Утакмице репрезентације Мађарске (1990)